# Постійна палата міжнародного правосуддя

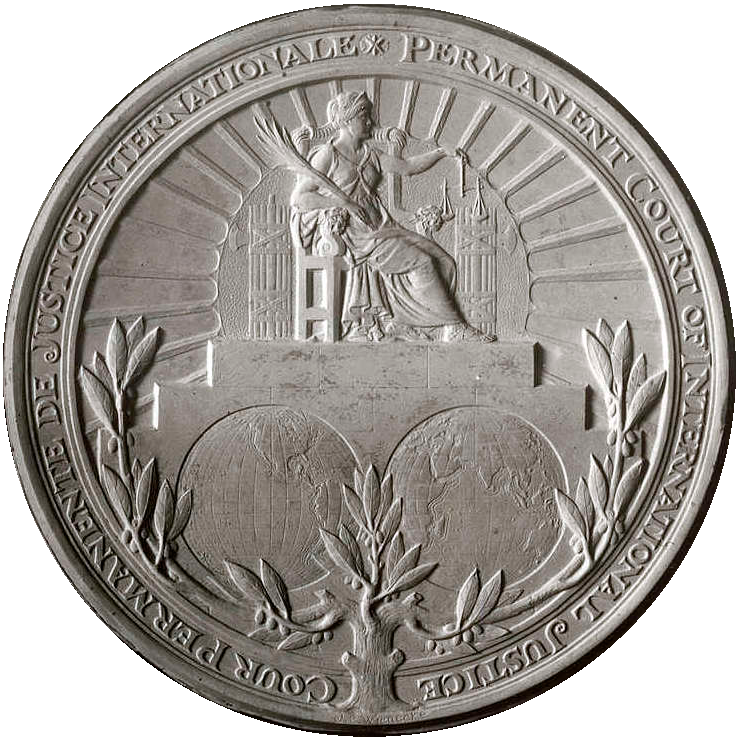
Печатка Постійної палати міжнародного правосуддя

Постійна палата міжнародного правосуддя (часто називали Всесвітнім судом; англ. Permanent Court of International Justice, PCIJ; фр. Cour permanente de justice internationale, CPJI) — постійно діючий судовий орган при Лізі Націй з 1922 до лютого 1940 року, формально припинила існування в січні 1946 року. Місце перебування — Гаага (Нідерланди).

## Історія
Рішення про її заснування було прийнято на Паризькій мирній конференції 1919–1920 років. Статут Палати було затверджено Асамблеєю Ліги Націй 13 грудня 1920 року. Заснована на основі ст. 14 її статуту і угоди від 16 грудня 1920 року. Була створена для вирішення міжнародних суперечок в судовому порядку. Практично розпочала свою діяльність 1922 року і працювала по 1940 до вторгнення нацистської Німеччини в Нідерланди.
В багатьох міжнародних договорах містилося положення про звернення до Палати в разі виникнення суперочок. Було укладено понад 175 таких договорів. По спорах держав Палата прийняла 32 рішення. Крім того, вона надала 27 консультативних висновків. Своїми консультативними висновками Палата допомагала Лізі Націй в її зусиллях, спрямованих на врегулювання різних спорів.
З погляду застосування і розвитку міжнародного права діяльність Палати має неабияку цінність. Досвід її роботи враховано під час утворення Міжнародного суду ООН. Останню сесію Палата провела в жовтні 1945 року, а 1946 року формально припинила своє існування.

## Структура
Складалась Палата з 11, потім з 15 суддів, які обиралися на 9 років Радою і Асамблеєю Ліги Націй. Визнання юрисдикції Палати ґрунтувалося на принципі факультативності: кожна держава могла зробити заяву про визнання обов'язкової юрисдикції Палати, чим зв'язувала себе стосовно інших держав, котрі робили таку заяву. Всього 45 держав зробили подібні заяви.
Керувалася президентом Палати, якому допомагав віце-президент. Президент обирався на 2 роки й не міг був два терміни. Лише Хосе Густаво Гуерреро внаслідок війни був Президентом 5 термінів поспіль, протягом 10 років.

### Президенти Палати
- Бернар Лодер (1922–1924)
- Макс Хубер (1925–1927)
- Діонісіо Анцилотті (1928–1930)
- Мінеіхіро Адачі (1931–1933)
- Сесіл Херст (1934–1936)
- Хосе Густаво Гуерреро (1936–1946)

## Судді
- Роберт Фінлей — у 1922–1929 роках
- Рафаель Альтаміра-і-Кревеа — у 1922–1945 роках
- Діонісіо Анцилотті — у 1922–1945 роках
- Руй Барбоса — у 1922–1923 роках
- Джон Бассетт Мур — у 1922–1928 роках
- Шарль Андре Вайс — у 1922–1928 роках
- Антоніо Санчес де Бустаманте-і-Сірвен — у 1922–1945 роках
- Бернар Лодер — у 1922–1930 роках
- Дідрік Ниґольм — у 1922–1930 роках
- Йороцу Ода — у 1922–1930 роках
- Макс Хубер — у 1922–1930 роках
- Епітасіу да Сілва Пессоа — у 1923–1930 роках
- Чарльз Еванс Г'юз — у 1928–1930 роках
- Анрі Фромаго — у 1929–1945 роках
- Сесіл Херст — у 1929–1945 роках
- Френк Біллінґс Келлоґ — у 1930–1935 роках
- Мінеіхіро Адачі — у 1931–1934 роках
- Вальтер Шюкінг — у 1931–1935 роках
- Ван Чжунхуей — у 1931–1936 роках
- Едуард Ролін-Жакеминс — у 1931–1936 роках
- Міхал Ян Ростворовський — у 1931–1940 роках
- Франціско Хосе Уррутіа — у 1931–1942 роках
- Хосе Густаво Гуерреро — у 1931–1945 роках
- Віллем ван Ейсінга — у 1931–1945 роках
- Менлі Оттмар Ґадсон — у 1931–1945 роках
- Деметре Неглулеску — у 1931–1945 роках
- Харукацу Наґаока — у 1935–1942 роках
- Аке Хаммарскйольд — у 1936–1937 роках
- Чен Т'єнсі — у 1936–1945 роках
- Шарль де Вісшер — у 1937–1945 роках
- Рафаель Еріх — 1938–1945 роках